# Dresdner Volksbote
Der Dresdner Volksbote war eine „Sozialistische Tagesschrift“ für die Interessen des gesamten Volkes. Herausgeber war der „Ständige Ausschuß von Vertrauensmännern der Arbeiter-Corporationen und -Vereine in Dresden und Umgebung“. Am 2. April 1871 erschien die erste Nummer des "Dresdner Volksboten" unter der Redaktion des sozialdemokratischen Schriftstellers August Otto-Walster, sie war die erste Dresdner Arbeiterzeitung. Im Jahr 1872 besaß die Zeitung schon an die 2000 Abonnenten und 1874 hatte der "Dresdner Volksbote" ca. 4000 Abonnenten. Vorläufer des „Dresdner Volksboten“ war ab 1859 die Saxonia.
In den ersten Ausgaben bekannte sich Otto-Walster mutig zum Heldenkampf der Pariser Kommune. In der Erzählung „In unseren Tagen“ beschrieb Otto-Walster die deutschen Verhältnisse nach Beendigung des Krieges 1870/71, sie erschien als Fortsetzung ab 25. Juni 1871. Mit dem Untertitel „Social-politischer Roman“ erschien am 1. März 1872 der Fortsetzungsroman „Am Webstuhl der Zeit“. Im Mai 1872 veröffentlichte er einen Reisebericht aus Böhmen, in dem auch von seinen Auftritten in Arbeiterversammlungen die Rede war. In wenigen Jahren hatte sich ein inniges Verhältnis zwischen der Arbeiterbewegung in Deutschland und in Böhmen entwickelt.
Als Schriftsetzer stellte Otto-Walster den jungen Max Kegel ein. Unter Anleitung des erfahrenen Journalisten und Politikers wurde Kegel über Jahre zum Mitarbeiter des Volksboten. Als Setzer und junger Journalist las Max Kegel tagtäglich die Berichte über die Pariser Kommune und er solidarisierte sich mit der Reichstagsrede August Bebels vom 25. Mai 1871.
Im September 1873 bis 1874 kam Ignaz Auer als Journalist und Expedient zum Dresdner Volksboten. Autoren der Zeitschrift waren unter anderem Hermann Goldstein und Max Kayser. Nachdem Otto-Walster wegen seiner politischen, publizistischen und agitatorischen Tätigkeit bereits 25 Haftstrafen verbüßt hatte, ging Otto-Walster 1876 in die USA. Sein Nachfolger wurde Georg von Vollmar, er wurde über sozialdemokratische Kontakte Redakteur des Dresdner Volksboten. Sein Debüt währte aber nur kurz, denn mit dem 7. Jahrgang wurde die Zeitschrift am 31. März 1877 eingestellt. Ab 1. April 1877 wurde der "Volksbote" als Dresdner Volkszeitung weitergeführt, die Zeitung wurde im Rahmen des Sozialistengesetzes Bismarcks im Jahr 1878 verboten.